# Gustavia brachycarpa
Gustavia brachycarpa är en tvåhjärtbladig växtart som beskrevs av Henri François Pittier. Gustavia brachycarpa ingår i släktet Gustavia och familjen Lecythidaceae. Inga underarter finns listade i Catalogue of Life.